# ギャヴィン・バズヌ
ギャヴィン・バズヌ（英語: Gavin Bazunu、2002年2月20日 - ）は、アイルランド・ダブリン県ダブリン出身のサッカー選手。サウサンプトンFC所属。ポジションはGK。アイルランド代表。

## クラブ歴
ダブリンに生まれた。シャムロック・ローヴァーズFCの下部組織を飛び級し、2018年に16歳109日というクラブ史上最年少記録を樹立しトップチームデビューを果たし、更に同月と翌月の月間最優秀選手に輝いた。リーグ戦では4試合に出場しPKストップも含めて全試合無失点に抑える驚異的な選手デビューを果たした。この活躍にチェルシーFCやトッテナム・ホットスパーFC、マンチェスター・シティFCが獲得に動き、同年10月にマンチェスター・シティに移籍した。移籍金はアイルランドのアマチュアサッカーとしては最高額の42万ポンド。
マンチェスター・シティ移籍後はU-18チームに配属されたが、後にU-23チームでも出場した。また、2019-20シーズンのプレシーズンにはトップチームに帯同し、横浜F・マリノスとの親善試合のために来日した。更に同シーズン末にはUEFAチャンピオンズリーグ 2019-20に臨むメンバーに追加された。
2020年8月にフットボールリーグ1所属のロッチデールAFCに期限付き移籍。2021年7月1日に同じくフットボールリーグ1所属のポーツマスFCに期限付き移籍。
2022年6月17日、バズヌはサウサンプトンと5年契約を結んだ。 移籍金は推定1200万ポンドと報じられた。 2025年2月3日、バズヌはベルギー・プロ・リーグのクラブ、スタンダール・リエージュへ2024-25シーズン終了までのローン移籍をした。

## 代表歴
アイルランドU-17代表としてUEFA U-17欧州選手権2019に参加。2021年3月28日のカタール戦でフル代表デビューを果たした。